# Astragalus ishkamishensis
Astragalus ishkamishensis är en ärtväxtart som beskrevs av Dieter Podlech. Astragalus ishkamishensis ingår i släktet vedlar, och familjen ärtväxter. Inga underarter finns listade i Catalogue of Life.